# Onyar
L'Onyar (du latin Undarius) est une rivière espagnole de Catalogne, affluent du Ter sur la rive droite. Son bassin comprend le communes de Brunyola, Vilobí de Onyar, Riudellots de la Selva, Saint Andreu Salou, Campllong, Fornells de la Selva, Quart et Gérone, il embrasse donc la moitié nord du plaine de la Selva, à l'extrême nord de la dépression prélitoralle. Il naît aux confins nord-orientaux des Guilleries (montagne de Sainte Barbara, 854 m) dans la commune de Brunyola (la Selva).

## Introduction
La rivière Onyar est une rivière de Catalogne et plus précisément du Gironès. Il naît au massif des Guilleries à une hauteur de 220 mètres environ et plus précisément dans la commune de Brunyola située dans la cordillère pré-littorale. L'Onyar est un affluent du fleuve Ter, il traverse Gérone du nord au sud divisant la ville en deux. Il a provoqué de nombreux ravages dans la ville lors de grandes inondations subies depuis des siècles laissant un grand nombre de blessés. 
Il a une longueur de 34 km et un débit moyen de 1,82 m3/s et il rejoint à une altitude de 76 mètres environ le Ter. Les territoires que traverse le bassin du Onyar sont La Selva et Le Gironès. La surface du bassin est de 340,7 km2.
Cette rivière en époque de sécheresse est alimenté par un canal du Monar, captant l'eau du Ter.

## Début et fin du cours fluvial
Le début de la rivière Onyar est localisée dans le village de Brunyola situé à la province de Gérone, au nord-est de la comarque de la Selva. Celui-ci inclut le hameau de Sant Martí Sapresa, raison pour laquelle la source de l'Onyar est souvent indiquée dans ce hameau. 
Le deuxième village traversé est  Vilobí de Onyar situé au nord-est de la dépression pré-littorale. La rivière le traverse du  nord-est au sud-est, laissant le village sur le plateau de la rive gauche. 
Le cours d'eau poursuit par la traversée de Riudellots de la Selva dans la même comarque. Il s'agit du bassin moyen de l'Onyar. Le village subissait de fortes inondations lors des crues et fut déplacé au XVe siècle. L'Onyar entre alors dans la comarque du Girones, dans le village de Saint Andreu Salou. Celui-ci se trouve sur un plateau drainé par une succession de ruisseaux qui alimentent l'Onyar. Cette commune est formée de différents hameaux qui suivent le cours de la rivière.L'Onyar traverse les communes de Campllong et Fornells de la Selva à la lisière de l'aire urbaine de Gérone avec Campllong et Riudellots de la Selva. 
La rivière poursuit avec Quart dans une situation très semblable à Fornells de la Selva. C'est une étape importante de la rivière, à quelques kilomètres du centre-ville. La rivière qui a usuellement peu d'eau peut grossir de façon spectaculaire lors de crues, alimentée par de nombreux affluents. 
Enfin, l'Onyar traverse toute la ville de Gérone où il se jette dans le Ter, la ville de Gérone se trouvant à la confluence de quatre rivières : le Ter, l'Onyar, le Güell et le Galligants.

## Affluents
- Rivière Gotarra
- Rivière Bogantó
- Rivière Riudevilla
- Rivière Aiguille

## Localités traversées par l'Onyar
Principaux villages traversés :
- Vilobí de Onyar
- Riudellots de la Selva
- Saint Andreu Salou
- Campllong
- Fornells de la Selva
- Quart
- Gérone. Le Onyar traverse le centre de la ville, juste avant de confluer avec le Ter. Par le passé, les crues de l'Onyar souvent provoquait des inondations. La plus importante de l'époque contemporaine date de l'automne de 1962, quand le niveau de la rivière est monté de plusieurs mètres, en inondant de nombreux souterrains et rez-de-chaussée. La rivière est depuis canalisée et ne déborde plus[1].